# 坂上兼成
坂上 兼成（さかのうえ の かねしげ）は、平安時代末期の官人・明法家。大判事・坂上明兼の子。官位は正六位上・大判事。

## 経歴
久安3年（1147年）正六位上・防鴨河使主典の時、左衛門少志に復任。久安5年（1149年）に明法博士に任じられて大判事を兼ねる。また、仁平2年（1152年）には備中大掾を兼務する。左衛門少尉も歴任した。
保元元年（1156年）に発生した保元の乱の後に、崇徳上皇方に付いた人々の処分について明法勘文を提出した。また、平治元年（1159年）平治の乱の緒戦で藤原信頼によって捕えられた信西の子・藤原成憲の身柄を預かったという。

## 官歴
- 康治元年（1142年） 日付不詳：右衛門少志[3]
- 時期不詳：正六位上。防鴨河使主典[4]
- 久安3年（1147年） 12月16日：左衛門少志[4]
- 久安5年（1149年） 日付不詳：明法博士[5]
- 仁平2年（1152年） 日付不詳：兼備中大掾[5]
- 保元元年（1156年） 10月13日：見左衛門大志[1]
- 保元2年（1157年） 正月24日：右衛門尉[1]。4月26日：検非違使尉[1]
- 時期不詳：左衛門少尉[6]

## 系譜
- 父：坂上明兼[6]
- 母：不詳
- 生母不明の子女
  - 男子：坂上明定[7]
  - 男子：坂上明基[6]（1138-1210）
  - 男子：坂上基広[3]